# Tony Kenrick
Pour les articles homonymes, voir Kenrick.
Tony Kenrick, né le 23 aout 1935 à Sydney, est un écrivain australien de roman policier.

## Biographie
Il fait ses études à la Sydney High School, puis son service militaire dans la marine royale australienne avant de devenir agent de publicité et d’exercer cet emploi en Australie, au Canada, en Grande-Bretagne et aux États-Unis. En 1972, il devient écrivain à plein temps. Il est l’auteur de quatorze romans policiers dont les principaux traits sont l’humour et le comique de situations auxquelles les personnages se trouvent confrontés, en dépit des aspects sordides du récit, dans un style qui rappellent les œuvres de Donald Westlake, bien que Kenrick a un goût nettement plus marqué pour l'outrance et le paroxysme de la caricature.
Cinq de ses romans ont été publiés à la Série noire et deux à la Super noire. Dans Heureux les condamnés, il adresse un clin d'œil à son ancienne profession en mettant en scène Harry, un agent de publicité. En 1981, Peter Bonerz tourne une adaptation cinématographique du roman Two For The Price Of One sous le titre Nobody’s Perfekt. En 1986, Jim Goddard (en) réalise le film Shanghai Surprise (adaptation de son roman Faraday's Flowers, publié par J'ai lu sous le titre du film) avec en vedette la pop star américaine Madonna et son mari Sean Penn. Le film est un échec critique et commercial, nommé Razzie Awards 1986 pour 6 prix (et gagnant le « prix » de la pire actrice pour Madonna).

## Œuvre

### Romans
- The Only Good Body's a Dead One (1971)
- A Tough One to Lose (1972) Publié en français sous le titre On demande un pirate, Paris, Gallimard, Série noire no 1582, 1973.
- Two For The Price Of One (1974)
- Stealing Lillian ou Kidnap Kid (1975) Publié en français sous le titre Les Malheurs de Lili, Paris, Gallimard, Super noire no 20, 1975.
- The Seven Day Soldiers (1976) Publié en français sous le titre Trois petits soldats, Paris, Gallimard, Super noire no 35, 1976, réédition Carré noir no 544, 1985.
- The Chicago Girl (1976)
- Two Lucky People (1978) Publié en français sous le titre Heureux les condamnés, Paris, Gallimard, Série noire no 1744, 1979.
- The Night-time Guy (1979) Publié en français sous le titre Tous les loups sont noirs, Paris, Gallimard, Série noire no 1739, 1979.
- The 81st Site (1980)
- Blast (1984) Publié en français sous le titre Implants d’enfer, Paris, Gallimard, Série noire no 2312, 1993.
- Faraday's Flowers ou Shanghai Surprise (1985) Publié en français sous le titre Shangaï Surprise, traduction par France-Marie Watkins, Paris, J'ai lu, 1986, réédité en 1999.
- China White (1986) Publié en français sous le titre Massacres thaïlandais, Paris, Gallimard, Série noire no 2095, 1987.
- Neon Tough (1988) Publié en français sous le titre les Néons de Hong-Kong, traduction par Gérard Lebec, Paris, J'ai lu 1989
- Glitterbug (1991)

## Adaptations

### Au cinéma
- 1981 : Nobody's Perfekt, film américain réalisé par Peter Bonerz, d'après le roman Two For The Price Of One, avec Gabe Kaplan.
- 1986 : Shanghai Surprise, film américain réalisé par Jim Goddard (en), d'après le roman Faraday’s Flowers, ou Shangaï Surprise en français, avec Madonna et Sean Penn.

## Sources
- Claude Mesplède (dir.), Dictionnaire des littératures policières, vol. 2 : J - Z, Nantes, Joseph K, coll. « Temps noir », 2007, 1086 p. (ISBN 978-2-910-68645-1, OCLC 315873361), p. 88-89.
- Claude Mesplède et Jean-Jacques Schleret, SN, voyage au bout de la Noire : inventaire de 732 auteurs et de leurs œuvres publiés en séries Noire et Blème : suivi d'une filmographie complète, Paris, Futuropolis, 1982, 476 p. (OCLC 11972030), p. 217-218.
- Claude Mesplède et Jean-Jacques Schleret (Éd. rév. de: SN, voyage au bout de la Noire), Les auteurs de la Série noire, 1945-1995, Nantes, Joseph K, coll. « Temps noir », 1996, 627 p. (ISBN 978-2-910-68611-6, OCLC 300207570), p. 270-271.